# Sia incisa
Sia incisa är en insektsart som beskrevs av Heinrich Hugo Karny 1926. Sia incisa ingår i släktet Sia och familjen Stenopelmatidae. Inga underarter finns listade i Catalogue of Life.